# Kobali
De Kobali is een fictief volk uit de televisieserie Star Trek.
De soort leeft in het Delta kwadrant. Zij planten zich voort door overleden personen van andere soorten te voorzien van eigen DNA.
Kobalis zijn kaal en het uiterlijk kenmerkt zich door de vele blauwe vlekken boven de ogen.